# Declan John
Declan Christopher John (ur. 30 czerwca 1995 w Merthyr Tydfil) – walijski piłkarz występujący na pozycji obrońcy w St. Mirren.